# Axel Mannerskantz
Axel Fredrik Mannerskantz, född 3 juni 1897 i Uppsala församling, död 28 juni 1975 i Halltorps församling, Kalmar län, var en svensk politiker (Högerpartiet). Han var riksdagsledamot i första kammaren 1936–1951 och 1955–1960.

## Biografi
Axel Mannerskantz ägde Värnanäs i Halltorps socken utanför Kalmar, en av de största jordegendomarna i Kalmar län. Mannerskantz hade många förtroendeuppdrag inte bara inom politiken där han förutom sitt riksdagsuppdrag också var verksam i Kalmar läns landsting och kommunen. Han var en av de tongivande personerna i länets bondekooperativa företag som Kalmar läns Slakterier, Lantmännen med flera. Han var aktiv i kyrkliga sammanhang både lokalt och på stiftplanet, där han bland annat var ledamot av domkapitlet i Växjö stift.
Mannerskantz blev omskriven och känd när han brände upp ett exemplar av Utvandrarna, den då nyligen utkomna första delen av Vilhelm Mobergs Utvandrarserie. 
"Min hustru och jag läste den tvärs igenom, sedan gick vi ned i källaren, hyvlade in den i värmepannan och hurrade."
Uttalandet användes och förstorades upp av Vilhelm Moberg, som återkom till Mannerskantz' handling i flera senare böcker.

## Källa